# Бутуруджень
Бутуруджень, Бутуруджені (рум. Buturugeni) — село у повіті Джурджу в Румунії. Входить до складу комуни Бутуруджень.
Село розташоване на відстані 22 км на захід від Бухареста, 52 км на північ від Джурджу, 144 км на південь від Брашова.

## Населення
За даними перепису населення 2002 року у селі проживали 2120 осіб. Усі жителі села рідною мовою назвали румунську.
Національний склад населення села:
| Національність | Кількість осіб | Відсоток |
| -------------- | -------------- | -------- |
| румуни         | 2115           | 99,8%    |
| цигани         | 5              | 0,2%     |